# Parijs-Roubaix 2024
Parijs-Roubaix 2024, de belangrijkste kasseienklassieker van het wielrennen op de weg, vond plaats in het weekend van 6 en 7 april. De vrouwen reden de vierde editie op zaterdag en de mannen hun 121e editie op zondag. De wedstrijd was onderdeel van de UCI Women's World Tour 2024 voor vrouwen en de UCI World Tour 2024 voor mannen.

## Mannen

### Uitslag
| Plaats  | Naam                 | Ploeg                  | tijd     |
| ------- | -------------------- | ---------------------- | -------- |
| Winnaar | Mathieu van der Poel | Alpecin-Deceuninck     | 5u25'58" |
| 2       | Jasper Philipsen     | Alpecin-Deceuninck     | + 3'00"  |
| 3       | Mads Pedersen        | Lidl-Trek              | z.t.     |
| 4       | Nils Politt          | UAE Team Emirates      | z.t.     |
| 5       | Stefan Küng          | Groupama-FDJ           | + 3'15"  |
| 6       | Gianni Vermeersch    | Alpecin-Deceuninck     | + 3'47"  |
| 7       | Laurence Pithie      | Groupama-FDJ           | + 3'48"  |
| 8       | Jordi Meeus          | BORA-hansgrohe         | + 4'47"  |
| 9       | Søren Wærenskjold    | Uno-X Mobility         | z.t.     |
| 10      | Madis Mihkels        | Intermarché-Wanty      | z.t.     |
| 11      | John Degenkolb       | dsm-firmenich PostNL   | z.t.     |
| 12      | Fred Wright          | Bahrain-Victorious     | z.t.     |
| 13      | Dries Van Gestel     | TotalEnergies          | z.t.     |
| 14      | Jevgeni Fjodorov     | Astana Qazaqstan       | z.t.     |
| 15      | Tim Wellens          | UAE Team Emirates      | z.t.     |
| 16      | Tim van Dijke        | Visma \| Lease a Bike  | z.t.     |
| 17      | Tom Pidcock          | INEOS Grenadiers       | + 6'20"  |
| 18      | Kamil Małecki        | Q36.5 Pro Cycling Team | + 6'22"  |
| 19      | Mick van Dijke       | Visma \| Lease a Bike  | z.t.     |
| 20      | Liam Slock           | Lotto Dstny            | z.t.     |

## Vrouwen

### Deelnemende ploegen
Vierentwintig ploegen met maximaal zes rensters gingen van start, waarvan veertien uit de World Tour en tien continentale ploegen. UAE ADQ en AG Insurance-Soudal gingen met vier rensters van start, Uno-X en Canyon//SRAM met vijf. Zodoende stonden 138 deelneemsters aan de start.

### Uitslag
| Plaats  | Naam                    | Ploeg                   | tijd     |
| ------- | ----------------------- | ----------------------- | -------- |
| Winnaar | Lotte Kopecky           | Team SD Worx-Protime    | 3u47'14" |
| 2       | Elisa Balsamo           | Lidl-Trek               | z.t.     |
| 3       | Pfeiffer Georgi         | dsm-firmenich PostNL    | z.t.     |
| 4       | Marianne Vos            | Visma \| Lease a Bike   | z.t.     |
| 5       | Amber Kraak             | FDJ-SUEZ                | z.t.     |
| 6       | Ellen van Dijk          | Lidl-Trek               | + 6"     |
| 7       | Lorena Wiebes           | Team SD Worx-Protime    | + 28"    |
| 8       | Victoire Berteau        | Cofidis                 | z.t.     |
| 9       | Marie Le Net            | FDJ-SUEZ                | z.t.     |
| 10      | Kimberley Pienaar       | AG Insurance-Soudal     | z.t.     |
| 11      | Elise Chabbey           | Canyon//SRAM Racing     | z.t.     |
| 12      | Gladys Verhulst-Wild    | FDJ-SUEZ                | z.t.     |
| 13      | Letizia Borghesi        | EF Education-Cannondale | z.t.     |
| 14      | Sophie von Berswordt    | Visma \| Lease a Bike   | z.t.     |
| 15      | Evy Kuijpers            | Fenix-Deceuninck        | z.t.     |
| 16      | Zoe Bäckstedt           | Canyon//SRAM Racing     | z.t.     |
| 17      | Christina Schweinberger | Fenix-Deceuninck        | + 1'05"  |
| 18      | Arlenis Sierra          | Movistar Team           | z.t.     |
| 19      | Lieke Nooijen           | Visma \| Lease a Bike   | z.t.     |
| 20      | Marthe Truyen           | Fenix-Deceuninck        | z.t.     |

## Mannen beloften
141 Beloften reden op zondag de 54e editie van Parijs-Roubaix voor beloften (onder 23). De wedstrijd van 163,6 kilometer voerde van Le Cateau-Cambrésis naar Roubaix. Ze maakten eerst een lus naar het oosten, richting Landrecies en haakten daarna in op het parkoers van de mannen elite. Vanaf Briastre, vlak na kasseistrook 26, volgden ze dezelfde route. Alleen het Bos van Wallers werd overgeslagen. Halverwege de koers ontsnapte een groep van 17, die uitgroeide tot 20 renners. Op kasseistrook 4 Carrefour de l'Arbre ontsnapten drie renners die op de wielerbaan streden om de winst. Die ging naar de Duitser Tim Torn Teutenberg. Hij eindigde voor de Brit Robert Donaldson en de Belg Robin Orins.
| Plaats  | Naam                | Ploeg                                 | tijd     |
| ------- | ------------------- | ------------------------------------- | -------- |
| Winnaar | Tim Torn Teutenberg | Lidl-Trek Future Racing               | 3u48'29" |
| 2       | Robert Donaldson    | Trinity Racing                        | z.t.     |
| 3       | Robin Orins         | Lotto Dstny Development Team          | z.t.     |
| 4       | Eddy Le Huitouze    | Équipe continentale Groupama-FDJ      | + 15     |
| 5       | Vlad Van Mechelen   | Development Team dsm-firmenich PostNL | z.t.     |
| 6       | Ben Askey           | Équipe continentale Groupama-FDJ      | z.t.     |
| 7       | Huub Artz           | Wanty-ReUz-Technord                   | z.t.     |
| 8       | Tibor del Grosso    | Alpecin-Deceuninck Development Team   | z.t.     |
| 9       | Emiel Verstrynge    | Alpecin-Deceuninck Development Team   | z.t.     |
| 10      | Callum Thornley     | Trinity Racing                        | z.t.     |
| 11      | Menno Huising       | Visma \| Lease a Bike Development     | z.t.     |
| 12      | Aaron Dockx         | Alpecin-Deceuninck Development Team   | + 21"    |

1896 · 
1897 · 
1898 · 
1899 · 
1900 · 
1901 · 
1902 · 
1903 · 
1904 · 
1905 · 
1906 · 
1907 · 
1908 · 
1909 · 
1910 · 
1911 · 
1912 · 
1913 · 
1914 · 
1915 · 
1916 · 
1917 · 
1918 · 
1919 · 
1920 · 
1921 · 
1922 · 
1923 · 
1924 · 
1925 · 
1926 · 
1927 · 
1928 · 
1929 · 
1930 · 
1931 · 
1932 · 
1933 · 
1934 · 
1935 · 
1936 · 
1937 · 
1938 · 
1939 · 
1940 · 
1941 · 
1942 · 
1943 · 
1944 · 
1945 · 
1946 · 
1947 · 
1948 · 
1949 · 
1950 · 
1951 · 
1952 · 
1953 · 
1954 · 
1955 · 
1956 · 
1957 · 
1958 · 
1959 · 
1960 · 
1961 · 
1962 · 
1963 · 
1964 · 
1965 · 
1966 · 
1967 · 
1968 · 
1969 · 
1970 · 
1971 · 
1972 · 
1973 · 
1974 · 
1975 · 
1976 · 
1977 · 
1978 · 
1979 · 
1980 · 
1981 · 
1982 · 
1983 · 
1984 · 
1985 · 
1986 · 
1987 · 
1988 · 
1989 · 
1990 · 
1991 · 
1992 · 
1993 · 
1994 · 
1995 · 
1996 · 
1997 · 
1998 · 
1999 · 
2000 · 
2001 · 
2002 · 
2003 · 
2004 · 
2005 · 
2006 · 
2007 · 
2008 · 
2009 · 
2010 · 
2011 ·
2012 · 
2013 ·
2014 ·
2015 ·
2016 ·
2017 ·
2018 ·
2019 ·
2020 · 
2021 · 
2022 · 
2023 · 
2024 · 
2025
Tour Down Under ·
Great Ocean Road Race ·
Ronde van de Verenigde Arabische Emiraten ·
Omloop Het Nieuwsblad ·
Strade Bianche ·
Parijs-Nice · 
Tirreno-Adriatico · 
Milaan-San Remo ·
Ronde van Catalonië ·
Classic Brugge-De Panne ·
E3 Saxo Classic ·
Gent-Wevelgem ·
Dwars door Vlaanderen ·
Ronde van Vlaanderen ·
Ronde van het Baskenland ·
Parijs-Roubaix ·
Amstel Gold Race ·
Waalse Pijl ·
Luik-Bastenaken-Luik ·
Ronde van Romandië ·
Eschborn-Frankfurt ·
Ronde van Italië ·
Critérium du Dauphiné ·
Ronde van Zwitserland ·
Ronde van Frankrijk ·
Clásica San Sebastián ·
Ronde van Polen ·
Bretagne Classic ·
BEMER Cyclassics ·
Renewi Tour ·
Ronde van Spanje ·
GP van Quebec ·
GP van Montreal ·
Ronde van Lombardije ·
Ronde van Guangxi
Tour Down Under ·
Cadel Evans Great Ocean Road Race ·
Ronde van de Verenigde Arabische Emiraten ·
Omloop Het Nieuwsblad ·
Strade Bianche ·
Ronde van Drenthe ·
Trofeo Alfredo Binda-Comune di Cittiglio ·
Brugge-De Panne ·
Gent-Wevelgem ·
Ronde van Vlaanderen ·
Parijs-Roubaix ·
Amstel Gold Race ·
Waalse Pijl ·
Luik-Bastenaken-Luik ·
Ronde van Spanje ·
Ronde van het Baskenland ·
Ronde van Burgos ·
RideLondon Classic ·
Ronde van Groot-Brittannië ·
Ronde van Zwitserland ·
Ronde van Italië ·
Ronde van Frankrijk ·
GP de Plouay-Bretagne ·
Ronde van Romandië ·
Simac Ladies Tour ·
Ronde van Chongming ·
Ronde van Guangxi
Afgelaste wedstrijden: Ronde van Scandinavië